# Violet Tendencies
Violet Tendencies – amerykański film komediowy z 2010 roku, napisany przez Jessego Archera oraz wyreżyserowany przez Caspera Andreasa. Opowiada historię poszukującej miłości, samotnej czterdziestolatki oraz jej związku z homoseksualnymi przyjaciółmi. Jest to spin-off niezależnych komedii Andreasa Slutty Summer (2004) i A Four Letter Word (2007). Roboczy tytuł filmu brzmiał Bye Bye, Fruit Fly.
Światowa premiera Violet Tendencies nastąpiła 24 kwietnia 2010. W ciągu kolejnych trzech miesięcy obraz wyświetlano podczas amerykańskich festiwali filmowych: Connecticut Gay and Lesbian Film Festival, Seattle International Film Festival oraz Outfest Film Festival. W lutym 2012 film zaprezentowano widzom Toulouse Des Images Aux Mots Gay Film Festival we Francji. Projekt zebrał pozytywne recenzje krytyków; chwalony był za dobrze zarysowane postaci, dialogi, ambitny humor oraz rolę główną Mindy Cohn. Według redaktorów amerykańskiego czasopisma Variety, Violet Tendencies to film "mądry, bogaty w ekstrawaganckie one-linery".

## Obsada
- Mindy Cohn − Violet
- Marcus Patrick − Zeus
- Jesse Archer − Luke
- Samuel Whitten − Riley
- Casper Andreas − Markus
- Kim Allen − Salome
- Adrian Armas − Darian
- Armand Anthony − Vern
- Dennis Hearn − Bradleigh
- Andrea Cirie − Donna
- Sophia Lamar − Larice
- Max Rhyser − Long John
- Max Emerson − Max
- Vincent De Paul − Chase
- Ben Pamies − Gerald
- Michael Cornacchia − Donnie, kelner